# Fantômas (musikgrupp)
Fantômas är en amerikansk hårdrocksgrupp, bildad 1998 av sångaren och låtskrivaren Mike Patton. Namnet är hämtat från mästerskurken Fantômas som är huvudpersonen i en serie franska detektivromaner från 1910-talet.
Fantômas låtar har oftast inga sångtexter, utan Mike Patton sjunger ordlöst eller använder sin röst på olika okonventionella sätt.

## Historia
När Faith No More, ett av Pattons tidigare band upplöstes i 1998, komponerade och spelade han in en handfull experimentella metal-låtar, med tanken att bilda ett nytt band. Han skickade inspelningarna till sina musikervänner i hopp om att de skulle nappa. Gitarristen Buzz Osborne, basisten Trevor Dunn och trummisen Igor Cavalera (från Sepultura) var de som fick låtarna. Alla utom Cavalera tackade ja, men han rekommenderade istället Dave Lombardo från Slayer. Då Lombardo tackade ja var gruppen Fantômas skapad. 
Fantômas kan beskrivas som en "supergrupp" eftersom medlemmarna är kända från andra grupper: Patton från Mr. Bungle och Faith No More, Osborne från Melvins, Lombardo från Slayer och Dunn från Mr. Bungle.

## Album
Något som karaktäriserar Fantômas är att samtliga album (med undantag av liveskivan Millennium Monsterwork 2000) är konceptalbum. Deras första självbetitlade skiva, Fantômas är inspirerad av tecknade serier. Därför har alla låtar helt enkelt fått namn som om de var sidor i en serietidning, Page 1 (6 frames), Page 2 (7 frames); Page 3 (17 frames) och så vidare. Det andra albumet, The Director's Cut är som namnet antyder en cover-skiva, med covers på filmmusik, mestadels från skräckfilmer. Operationssalar, sjukhus och drogliknande bedövningar är temat på deras tredje fullängdsalbum, Delìrium Còrdia. Skivan innehåller bara en låt som har det något makabra namnet "Surgical Sound Specimens From the Museum of Skin". Suspended Animation , som spelades in samtidigt som Delìrium Còrdia är gruppens senast släppta skiva. Här är temat animerad film och barnleksaker. Albumomslaget är utformat som en liten kalender över april, 2005 där varje låt har ett eget datum, bild och en liten lista med påhittade helgdagar från olika länder.

## Bandmedlemmar
Nuvarande medlemmar
- Mike Patton – sång, synthesizer, keyboard, melodika, sampling (1998– )
- Buzz Osborne – gitarr (1998– )
- Trevor Dunn – basgitarr (1998– )
- Dave Lombardo – trummor (1998– )

Tidigare medlemmar
- Kevin Rutmanis – basgitarr
- Dale Crover – trummor
- Dave Stone – gitarr

Turnerande medlemmar
- Terry Bozzio – trummor

## Diskografi
Studioalbum
- 1999 – Fantômas
- 2001 – The Director's Cut
- 2004 – Delìrium Còrdia
- 2005 – Suspended Animation

Livealbum
- 2002 – Millennium Monsterwork 2000 (med Melvins)

EP
- 2013 – Sugar Daddy Live Split Series 10	Split (12" vinyl delad med Melvins)

Singlar
- 2001 – "An Experiment in Terror"
- 2005 – "Animali in Calore Surriscaldati con Ipertermia Genitale" / "Cat in Red" (delad singel: Fantômas / Melt Banana)

Video
- 2008 –Kentish Town Forum - London 1st May 2006 (DVD)
- 2011 – The Director's Cut Live: A New Year's Revolution (DVD)